# Оне ле Боа
Оне ле Боа (фр. Aunay-les-Bois) насеље је и општина у северној Француској у региону Доња Нормандија, у департману Орн која припада префектури Алансон.
По подацима из 2011. године у општини је живело 185 становника, а густина насељености је износила 21,69 становника/km². Општина се простире на површини од 8,53 km². Налази се на средњој надморској висини од 200 метара (максималној 203 m, а минималној 147 m).

## Демографија
| 1962. | 1968. | 1975. | 1982. | 1990. | 1999. | 2011. |
| ----- | ----- | ----- | ----- | ----- | ----- | ----- |
| 107   | 133   | 140   | 141   | 120   | 144   | 185   |

График промене броја становника у току последњих година